# Winzenburg
Winzenburg er en by og tidligere kommune i det centrale Tyskland med 540(2011) indbyggere, hørende under Landkreis Hildesheim i den sydlige del af delstaten Niedersachsen. Den er en del af amtet (Samtgemeinde) Freden.

## Geografi
Winzenburg ligger nord for Bad Gandersheim mellem højdedraget Sackwald og floden Leine. Ved foden af ruinen efter middelalderborgen Burg Winzenburg nord for byen, udspringer kilden Apenteichquelle, hvor fund har påvist eksistensen af et 5000 år gammelt offersted .

### Inddeling
I kommunen ligger fire landsbyer:
- Klump
- Schildhorst
- Westerberg
- Winzenburg